# Націонал-соціалістична робітнича партія Німеччини
Націонал-соціалістична робітнича партія Німеччини, НСДАП (нім. Nationalsozialistische Deutsche Arbeiterpartei, NSDAP) — починаючи з 1933 і до 1945, єдина керівна партія Німеччини. Як політична партія, виникла в Німеччині 1920 року з Німецької робітничої партії (DAP).

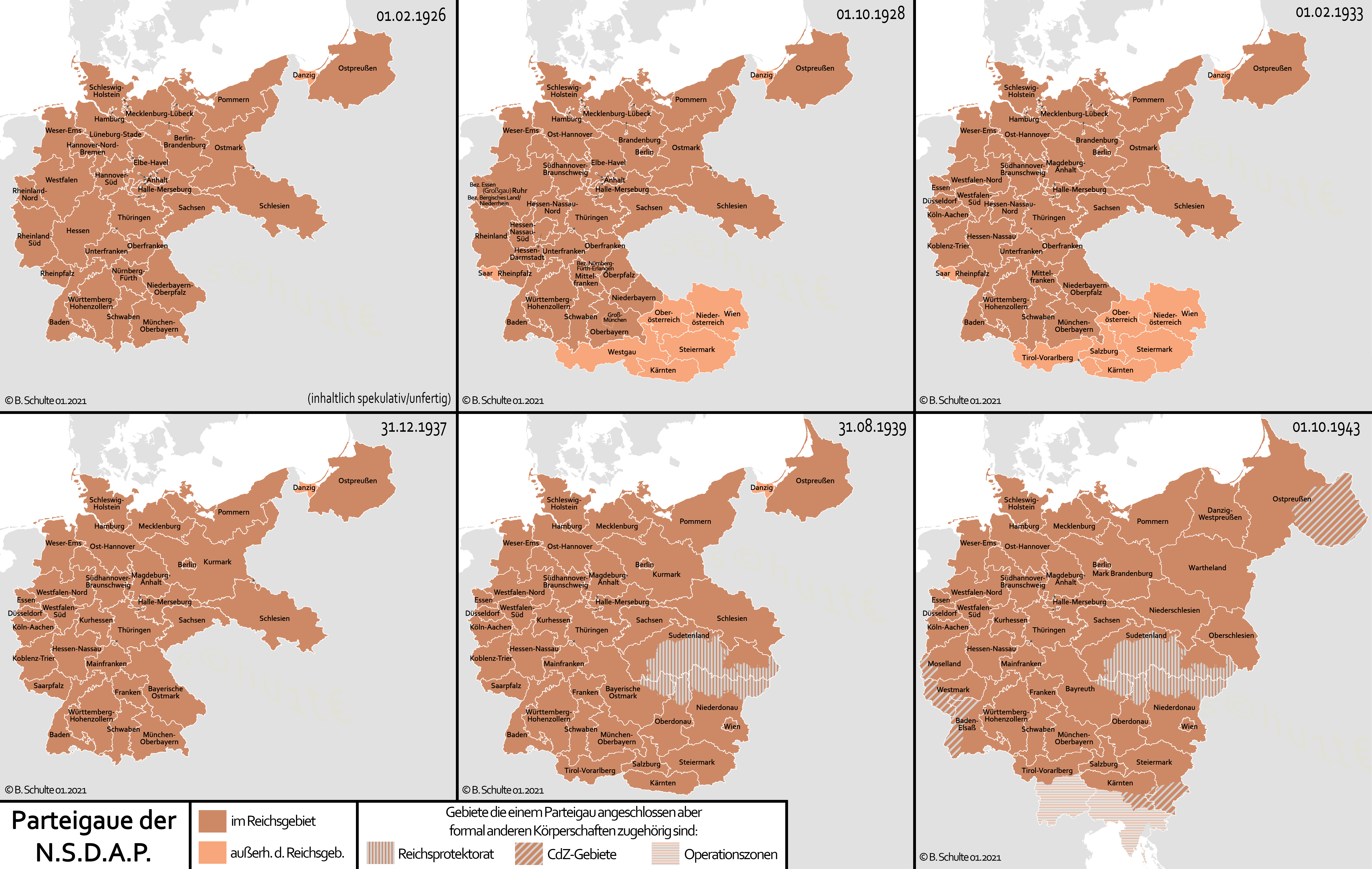
NSDAP Gaue 1926,1928,1933 & 1937

Лідера партії, Адольфа Гітлера, було призначено канцлером Німеччини, від президента Гіндебурга 1933 року. Після примусу Гіндебурга здати владу, партія швидко побудувала диктаторський режим, також відомий як Третій Рейх, під час якого партія отримала майже необмежену владу.

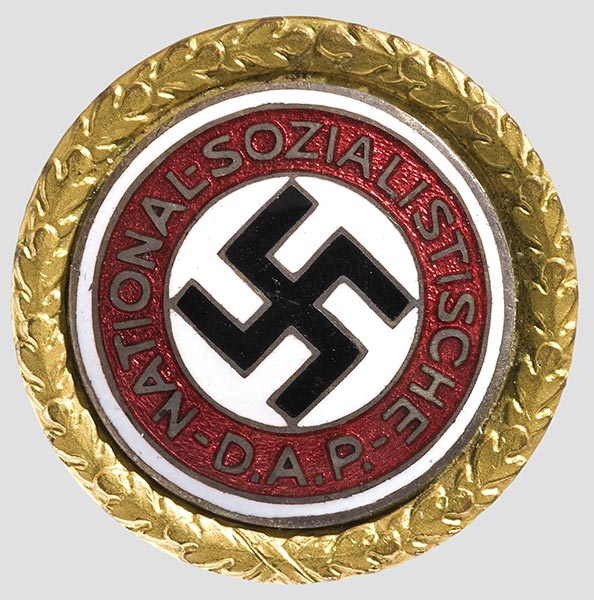
Значок члена НСДАП

Відповідно до ідеології, що наголошувала на расовій чистоті німців, режим розпочав компанію утисків та геноциду, який призвів до загибелі приблизно 12 мільйонів людей, серед яких 6 мільйонів були євреї. В Німеччині та на захоплених територіях проводилась нацистська расова політика. Гітлерівська концепція життєвого простору та її дотримання призвели до початку Другої світової війни, що забрала життя понад 60 мільйонів людей.
Нацистська партія не відновлювала своє існування після розпуску 1945 року. Вона залишається під забороною в Німеччині.

## Витоки
У січні 1919 слюсар залізничного депо Мюнхена Антон Дрекслер заснував «Німецьку робітничу партію» (нім. Deutsche Arbeiterpartei, DAP). Партії передував «Комітет вільних робочих за гідний світ» (нім. Freien Arbeiterausschuss für einen guten Frieden), створений Дрекслером раніше. Першими членами партії були в основному колеги Дрекслера — робітники депо. Партія була утворена під впливом наставника Дрекслера, доктора Пауля Тафеля — директора компанії MAN і, одночасно, лідера Пангерманського союзу. Основною ідеєю Тафеля було створення націоналістичної партії, що спиралася на робітників, на відміну від подібних партій середнього класу. На час утворення партія складалася приблизно з сорока членів.
Наприкінці вересня 1919 до лав DAP вступив Адольф Гітлер.
24 лютого 1920 року на зборах в пивній «Хофбройхаус» Гітлер оголосив програму «25 пунктів» і тоді ж було прийнято рішення про зміну назви партії — до нього було додано «Націонал-соціалістична». Назва була запозичена у іншої партії того часу — австрійської націонал-соціалістичної партії. Спочатку Гітлер хотів назвати партію — «Партія соціалістів-революціонерів», але Рудольф Юнг переконав його взяти назву «NSDAP». У політичній публіцистиці партію стали називати Наці, за аналогією з соціалістами — Соці.
З 1 квітня «25 пунктів» стали офіційною програмою НСДАП, в 1926 році її положення оголошені «непорушними».
27 січня 1923 року в Мюнхені пройшов перший з'їзд НСДАП. Всього відбулося десять з'їздів партії, останній з них — в 1938 році.

## Ідеологія
Ідеологією НСДАП був націонал-соціалізм — тоталітарна ідеологія, що поєднує в собі різні елементи соціалізму, націоналізму, пангерманізму, расизму, фашизму, антисемітизму і антикомунізму. На противагу як капіталізму, так і комунізму він був спрямований на подолання соціальних відмінностей, з усіма частинами однорідного суспільства, та дотримання традиціоналізму як антитези намаганню штучними інструментами створювати видимість національної єдності у різнонаціональних країнах.

## Організаційна будова НСДАП
Націонал-соціалістична робоча партія будувалася за територіальним принципом і мала яскраво виражену ієрархічну структуру. На вершині піраміди партійної влади стояв голова партії, який володів абсолютною владою і необмеженими повноваженнями. Пост голови партії займали:
- Карл Гаррер, з 5 січня 1919 року по 24 лютого 1920 року;
- Антон Дрекслер, з 24 лютого 1920 року по 29 липня 1921 року, потім — почесний голова;
- Адольф Гітлер, з 29 липня 1921 року по 30 квітня 1945 року;
- Мартін Борман (як міністр у справах партії), з 30 квітня 1945 року по 2 травня 1945 року.

Безпосереднє керівництво партаппаратом здійснював заступник фюрера по партії. З 21 квітня 1933 року до 10 травня 1941 року ним був Рудольф Гесс (з 22 вересня 1933 року — просто «заступник фюрера»). При ньому для керівництва поточною партійної життям у червні-липні 1933 року був створений Штаб заступника фюрера, який очолював Мартін Борман. 12—13 травня 1941 року, після того, як 10 травня 1941 року Рудольф Гесс полетів до Великої Британії,  Штаб заступника фюрера було перетворено на Партійну канцелярію. Нового заступника призначено не було, але фактично ним став Мартін Борман. 12 квітня 1942 року, за особливим наказом Гітлера, Борман став «секретарем фюрера». 
Для забезпечення діяльності Гітлера як лідера партії в 1934 році під керівництвом рейхсляйтера Філіпа Боулера була створена особиста Канцелярія керівника партії (Kanzlei des Führers der NSDAP).
Поточне керівництво партійною роботою за різними напрямками здійснював т. зв. «Рейхсляйтунг» — Імперське керівництво Націонал-соціалістичної німецької робітничої партії (Reichsleitung der NSDAP), що складалося з головних управлінь НСДАП і партійних служб. На чолі такого управління, як правило, стояв рейхсляйтер НСДАП (нім. Reichsleiter — імперський керівник). У своїй галузі рейхсляйтери мали владу не меншу, ніж міністри. Багато рейхсляйтерів одночасно були ще й рейхсміністрами.
До складу НСДАП до 1944 року входили 9 приєднаних спілок (Angeschlossene Verbände), 7 підрозділів партії (Gliederungen Partei der) і 4 організації.

### Приєднані союзи
Це були самостійні організації, що мали права юридичних осіб і власне майно:
- Націонал-соціалістичний союз юристів (NS-Juristenbund);
- Імперський союз німецьких службовців (Reichsbund der Deutschen Beamten);
- Націонал-соціалістичний союз вчителів (NS-Lehrerbund);
- Націонал-соціалістичний союз допомоги жертвам війни (NS-Kriegsopferversorgung);
- Націонал-соціалістичний союз лікарів (NSD-Ärztebund);
- Націонал-соціалістичний союз німецьких техніків (NS-Bund Deutscher Technik);
- Націонал-соціалістичний суспільний добробут (NS-Volkswohlfahrt);
- Німецький трудовий фронт (die Deutsche Arbeitsfront (DAF));
- Імперський союз протиповітряної оборони (Reichsluftschutzbund);

### Підрозділи партії
- Гітлерюгенд (Hitlerjugend (HJ));
- Союз німецьких дівчат (Bund Deutscher Mädel (BDM));
- Націонал-соціалістичний союз німецьких доцентів (NS-Deutscher Dozentenbund (NSDD)) Націонал-соціалістичний союз студентів Німеччини (NS-Deutscher Studentenbund (NSDStB));
- Націонал-соціалістична жіноча організація (NS-Frauenschaft (NSF));
- Націонал-соціалістичний механізований корпус (Nationalsozialistisches Kraftfahrerkorps (NSKK));
- Охоронні загони СС (Schutzstaffel (SS));
- Штурмові загони (Sturmabteilung (SA))

### Організації
- Націонал-соціалістичне суспільство культури (NS-Kulturgemeinde);
- Імперський союз багатодітних сімей Німеччини по захисту сім'ї (Reichsbund der Kinderreichen Deutschlands zum Schütze der Familie);
- Товариство німецьких громад (Deutscher Gemeindetag);
- «Праця німецьких жінок» (Das Deutsche Frauenwerk).

### Вплив на позапартійні громадські організації
Багато громадських організацій, які були створені до появи НСДАП і не мали до неї стосунку, були в ході гляйхшальтунга перейменовані, перебували під партійним впливом, підпорядковувалися відповідному рейхсляйтеру або відповідній організації партії.
Вся територія Німеччини спочатку була розділена на 33 партійні області — гау (нім. Gaue), які збігалися з виборчими округами до рейхстагу. Згодом кількість гау було збільшено, і в 1941 році налічувалося 43 гау, а також Закордонна організація НСДАП (NSDAP-Auslandsorganisation; AO), прирівняна щодо прав і обов'язків до гау.
У свою чергу гау ділилися на округи (Kreise), далі місцеві відділення (нім. Ortsgruppen — дослівно «місцева група»), осередки (Zellen) і так звані блоки (Blocks). Блок об'єднував від 40 до 60 домогосподарств. Відповідно до принципу вождизму на чолі кожної організаційної одиниці стояв керівник — гауляйтер, крайсляйтер і т. д. (Gauleiter, Kreisleiter).
Для ведення роботи на місцях створювалися відповідні партійні апарати. Партійні чиновники мали власну форму, звання і знаки розрізнення.

## Останні місяці партії
У квітні 1945 Третій Рейх доживав свої останні місяці. Адольф Гітлер, перед своїм самогубством, 30 квітня призначив свого секретаря Мартіна Бормана Міністром у справах партії, хоча раніше такої посади в уряді Німеччини не існувало. Ця посада фактично замінила посаду Голови партії і дозволяла Борману зосередити контроль над партією в своїх руках. Проте цілковита поразка Третього Рейху у війні у той момент уже була очевидною і подальша доля партії вирішена. 2 травня Мартін Борман зник безвісти, і посада Міністра у справах партії припинила своє існування. Фактично НСДАП існувала до арешту Фленсбурзького уряду 23 травня 1945 року.

## НСДАП після поразки Німеччини у Другій світовій війні
Після поразки Німеччини у війні і її беззастережної капітуляції в 1945 році, НСДАП була заборонена і розпущена, її майно конфісковано, керівники — засуджені, деякі — страчені. Однак, деяким членам НСДАП вдалося втекти через Італію до Південної Америки.
За рішенням керівників провідних країн антинацистської коаліції в Німеччині була проведена денацифікація, під час якої більшість активних членів НСДАП зазнали особливої перевірки. Багатьох із них було звільнено з керівних постів або із соціально значущих організацій, таких, як, наприклад, навчальні заклади.
У 1964 року у ФРН була створена Націонал-демократична партія Німеччини (НДПН) (нім. Nationaldemokratische Partei Deutschlands, NPD), яка позиціонувала себе як політичний наступник НСДАП. Це була перша неонацистська партія, чиї кандидати були близькі до того, щоб потрапити до парламенту, набравши 4,3 % на виборах 1969 року (до того існували й інші неонацистські партії, зокрема, Соціалістична імперська партія О. Е. Ремера, однак їм не вдалося здобути помітного результату на федеральному рівні).

## Звання у НСДАП

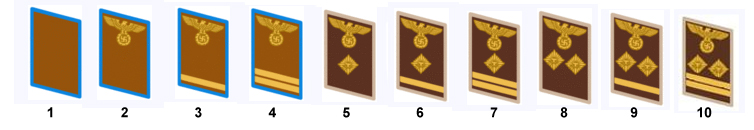
(1) Anwärter (nicht partei) (кандидат)
(2) Anwärter (partei) (член партії)
(3) Helfer (помічник)
(4) Oberhelfer (старший помічник)
(5) Arbeitsleiter (керівник робіт)
(6) Oberarbeitsleiter (старший керівник робіт)
(7) Hauptarbeitsleiter (головний керівник робіт)
(8) Bereitschaftsleiter (черговий керівник)
(9) Oberbereitschaftsleiter (старший черговий керівник)
(10) Hauptbereitschaftsleiter (головний черговий керівник)

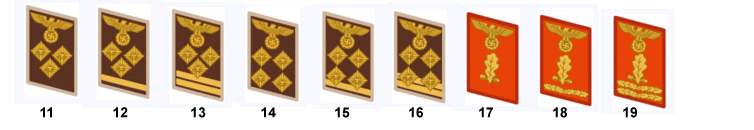
(11) Einsatzleiter (керівник групи)
(12) Obereinsatzleiter (старший керівник групи)
(13) Haupteinsatzleiter (головний керівник групи)
(14) Gemeinschaftsleiter (керівник ланки)
(15) Obergemeinschaftsleiter (старший керівник ланки)
(16) Hauptgemeinschaftsleiter (головний керівник ланки)
(17) Abschnittsleiter (керівник дільниці)
(18) Oberabschnittsleiter (старший керівник дільниці)
(19) Hauptabschnittsleiter (головний керівник дільниці)

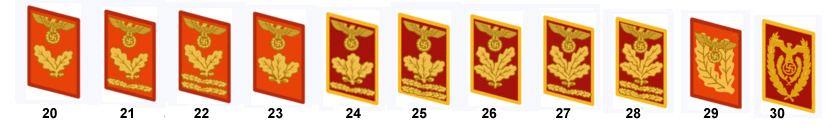
(20) Bereichsleiter (керівник відділу/підрозділу)
(21) Oberbereichsleiter (старший керівник відділу)
(22) Hauptbereichsleiter (головний керівник відділу)
(23) Dienstleiter (керівник служби)
(24) Oberdienstleiter (старший керівник служби)
(25) Hauptdienstleiter (головний керівник служби)
(26) Befehlsleiter (керівник команди)
(27) Oberbefehlsleiter (старший керівник команди)
(28) Hauptbefehlsleiter (головний керівник команди)
(29) Gauleiter (обласний керівник)
(30) Reichsleiter (державний/імперський керівник)

## Відзнаки НСДАП
Відзнаки представлені у порядку спадання престижності[джерело?]:
- Німецький Орден
- Почесний знак Кобург
- Почесний партійний знак «Нюрнберг 1929»
- Знак учасника зльоту СА в Брауншвейзі 1931
- Золотий партійний знак НСДАП
- Орден крові
- Знаки гау
- Знак Гітлер'югенду
- Медаль «За вислугу років у НСДАП»